# パチョロール
パチョロール (Patchoulol) は、パチョリから抽出されるセスキテルペンアルコールである。パチョリオイルは香水の重要な材料です。(−)-光学異性体は、パチョリの香りを形成する有機化合物の1つである。パチョロールは、化学療法薬のパクリタキセルを合成するのにも用いられる。